# Kliru
Kliru (gr. Kλήρου) – wieś w Republice Cypryjskiej, w dystrykcie Nikozja. W 2011 roku liczyła 1847 mieszkańców.